# Municipio Combaya
Das Municipio Combaya liegt im Departamento La Paz im südamerikanischen Anden-Staat Bolivien.

## Lage im Nahraum
Das Municipio Combaya ist eines von acht Municipios der Provinz Larecaja und liegt im südwestlichen Teil der Provinz. Es grenzt im Norden und Osten an das Municipio Tacacoma, im Nordwesten an die Provinz Muñecas und im Südwesten und Süden an die Provinz Omasuyos.
Das Municipio misst in Nord-Süd-Richtung etwa acht Kilometer, in Ost-West-Richtung zwölf Kilometer. Das Municipio hat 17 Gemeinden (localidades), der zentrale Ort des Municipios ist Combaya mit 897 Einwohnern (Volkszählung 2012) im nördlichen Teil, die bevölkerungsreichste Ortschaft ist Sorejaya mit 1222 Einwohnern im südlichen Teil des Municipios.

## Geographie
Das Municipio Combaya liegt östlich des bolivianischen Altiplano in der Cordillera Muñecas, die zur Hochgebirgskette der Cordillera Central gehört.
Die mittlere Jahrestemperatur der Region liegt bei 18 °C (vgl. Klimadiagramm Sorata), der Jahresniederschlag beträgt 650 mm. Die Region weist ein ausgeprägtes Tageszeitenklima auf, die Monatsdurchschnittstemperaturen schwanken nur unwesentlich zwischen 15 °C im Juli und 20 °C im Dezember. Die Monatsniederschläge liegen zwischen unter 10 mm in den Monaten Juni und Juli und 100 bis 125 mm von Dezember bis Februar.

## Bevölkerung
Die Einwohnerzahl des Municipio Combaya ist zwischen 1992 und 2024 um knapp die Hälfte angestiegen:
| Jahr | Einwohner | Quelle       |
| ---- | --------- | ------------ |
| 1992 | 2569      | Volkszählung |
| 2001 | 2691      | Volkszählung |
| 2012 | 3731      | Volkszählung |
| 2024 | 3502      | Volkszählung |

Das Municipio hatte bei der letzten Volkszählung von 2024 eine Bevölkerungsdichte von 43,8 Einwohnern/km², die Lebenserwartung der Neugeborenen im Jahr 2012 lag bei 59,2 Jahren, die Säuglingssterblichkeit war von 5,6 Prozent (1992) auf 7,7 Prozent im Jahr 2001 angestiegen, der Alphabetisierungsgrad bei den über 6-Jährigen betrug 73,6 Prozent.
49,2 Prozent der Bevölkerung sprechen Spanisch, 98,5 Prozent sprechen Aymara, und 0,1 Prozent Quechua. (2001)
98,2 Prozent der Bevölkerung haben keinen Zugang zu Elektrizität, 97,4 Prozent leben ohne sanitäre Einrichtung (2001).
47,8 Prozent der 823 Haushalte besitzen ein Radio, 0 Prozent einen Fernseher, 2,4 Prozent ein Fahrrad, 0 Prozent ein Motorrad, 0,1 Prozent ein Auto, 0 Prozent einen Kühlschrank, 0,1 Prozent ein Telefon. (2001)

## Politik
Ergebnis der Regionalwahlen (concejales del municipio) vom 4. April 2010:
| Wahlberechtigte |  | Stimmen | gültig |  | MAS-IPSP | MSM    | MPS    |
| --------------- |  | ------- | ------ |  | -------- | ------ | ------ |
| 1.113           |  | 993     | 619    |  | 230      | 203    | 186    |
|                 |  | 89,2 %  | 62,3 % |  | 37,2 %   | 32,8 % | 30,0 % |

Ergebnis der Regionalwahlen (elecciones de autoridades políticas) vom 7. März 2021:
| Wahl- berechtigte |  | Wahl- beteiligung | gültige Stimmen |  | J.A.LLALLA.L.P. | MAS-IPSP | PBCSP  | VENCEREMOS | MTS    | C-A    | PDC    |
| ----------------- |  | ----------------- | --------------- |  | --------------- | -------- | ------ | ---------- | ------ | ------ | ------ |
| 59.172            |  | 52.622            | 46.676          |  | 560             | 487      | 58     | 45         | 25     | 23     | 18     |
|                   |  | 88,93 %           | 88,70 %         |  | 44,34 %         | 38,56 %  | 4,59 % | 3,56 %     | 1,98 % | 1,82 % | 1,43 % |

## Gliederung
Das Municipio untergliedert sich in die folgenden zwei Kantone (cantones):
- 02-0605-01 Kanton Combaya – 13 Gemeinden – 2.281 Einwohner (Volkszählung 2012)
- 02-0605-02 Kanton San Pedro de Sorejaya – 4 Gemeinden – 1.450 Einwohner

## Ortschaften im Municipio Combaya
- Kanton Combaya
  - Combaya 897 Einw.

- Kanton San Pedro de Sorejaya
  - Sorejaya 1222 Einw.